# POSCO
POSCO (tidligere Pohang Iron and Steel Company) (KRX: 005490

, NYSE: PKX, LSE: PIDD
, TYO: 5412
) er en multinational sydkoreansk stålproducent med hovedkvarter i Pohang. I 2012 var produktionen på 39,9 mio. tons rå-stål, hvilket gjorde koncernen til verdens femtestørste og Sydkoreas største i denne opgørelsesmetode. I 2010 var det den stålkoncern der havde den højeste markedsværdi. POSCOs omsætning var i 2011 på 60,87 mia. US $ og koncernen havde 29.648 medarbejdere (2009).
POSCO driver to integrerede stålværker i Sydkorea i henholdsvis Pohang og Gwangyang. Endvidere driver POSCO et joint venture med U.S. Steel, USS-POSCO, som er lokaliseret i Pittsburg i Californien.

## Historie

### 1968–1971
I 1960'erne konkluderede den sydkoreanske præsident Park Chung-hee's administration at selvforsyning indenfor stål og at etableringen af et integreret stålværk var essentielt for økonomisk vækst. Eftersom Sydkorea ikke havde haft et moderne stålværk før 1968, var flere udenlandske og indenlandske virksomheder skeptiske overfor overfor Seouls beslutning om at investere så stort i udvikling af landets eget stålindustri. Til trods for skepticismen blev POSCO etableret som et joint venture mellem Sydkoreas regering og TaeguTec. Produktionen blev påbegyndt i 1972, fire år efter indvielsen i 1968. Der var 39 ansatte.
Japan sikrede de økonomiske midler til byggeriet af værket. Finansieringen omfattede 73,7 mio. US $ i lån og tilskud, 50 mio. US $ i kredit fra Japans eksportbank, teknisk assistance fra Nippon Steel og andre virksomheder.

### 1972–1992
POSCO begyndte at sælge de første metalplade-produkter i 1972 med fokus på salg til det sydkoreanske marked og for for at sikre selvforsyning.
POSCO producerede i 1980 i alt 6,2 mio. tons råstål, fortsat med primært fokus på hjemmemarkedet.
I slutningen af 1980'erne var POSCO blevet en stor aktør. Det var nu verdens femtestørste stålproducent med en årlig stålproduktion på 12 mio. tons til en værdi af 3 billioner won. POSCO fortsatte ekspansionen og det andet værk stod færdigt i Gwangyang i august 1988. Et tredje værk stod færdigt i 1992 og produktionen var nu på 17,2 mio. tons årligt.

### 1992–1997
I juli 1994 etablerede POSCO to datterselskaber, POSTEEL og POSTRADE. POSTEEL er salgs- og servicedisvisionen på hjemmemarkedet mens POSTRADE håndterer international handel med POSCOs produkter. Landemærket Posteel Tower i Tehran Street, i Seouls Gangnam-distrikt stod færdigt i 2003.

### 1997–2000
I 1997 bekendtgjorde Seoul at de ville privatisere POSCO. Regeringen planlagde at beholde aktiemajoriteten. Imidlertid blev der senere pga. økonomisk krise ændret i denne beslutning og i 1998 var den sydkoreanske stats andel af aktierne på under 20 % og mere end 50 % var ejet af udenlandske investorer. I år 2000 var POSCO fuldt ud privatiseret.

### 2001–nu
Med stigende global konkurrence søgte POSCO til nye markeder i Kina og Indien, dels pga. lavere lønniveauer og dels for at komme ind på nye markeder. I 2006 startede POSCO Zhangjiagang Pohang Stainless Steel (ZPSS) stålværk med en produktionskapacitet på 600.000 tons rustfrit stål og Hot rolling-produkter årligt.

#### POSCO i Indien
I juni 2005 underskrev POSCO en aftale med Indiens styre. Aftalen omfattede bl.a. et nyt stålværk med en produktionskapacitet på 12 mio. tons råstål, med en forventet produktionsstart i 2010.

#### POSCO i andre udviklingslande
POSCO har søgt andre investeringsmuligheder i udviklingslande som Vietnam og Mexico. Og planerne for et stålværk i det sydlige Vietnam er fremskredne. Der er også planer for et stålværk i Altamira i Mexico, som skal producere 400.000 tons galvaniseret stål til bilindustrien og det begyndte produktionen i 2009.
I november 2013 stod et stålværk i Cilegon i Indonesien færdigt Det har en produktionskapacitet på 3 mio. tons støbejern.

## Operationer

### Hovedkvarter
POSCO's hovedkvarter er sammen med POSCO Center virksomhedens hjerne og varetager ledelse, planlægning og finans af stålværkerne i Pohang og Gwangyang. Byggeriet af POSCOs hovedsæde i 1 Goedong-dong, Nam-gu, Pohang, var færdigt 1. april 1987, og bygningen har siden fungeret som et symbol på virksomheden.

### Pohang og Gwangyang stålværker
Pohang er etableret i fire faser mellem april 1970 og februar 1981 langs Koreas sydøstkyst, dermed var det nationens første integrerede stålværk. Gennem årerne og indtil marts 2004 havde det produceret 230 mio. tons råjern. I 2008 var produktionen på 13,6 mio. tons råstål.
Gwangyang er etableret i fire faser mellem september 1982 og oktober 1992 på Koreas sydlige kyst. Det er nationens andet integrerede stålværk. Gwangyang fokuserer på produktion af stål til bilindustrien, højstyrkestål, API line rørstål og andre strategiske produkter. Råstålsproduktionen i 2008 var på 17,4 mio. tons.

### Datterselskaber
| - DAEWOO International - POSCO E&C - POSCO Engineering - POSCO SS - Posco Energy - POSCO ICT - POSCO Chemtech - POSCO C&C - POSCO P&S | - SNNC - POSCO M-Tech - POSCO plantEC - Sungjin Geotec - POSCO AST - POSCO TMC - POSMATE - POSCO Terminal - POSCO A&C | - POSCO NST - POSHiMETAL - POSFINE - Seungkwang - eNtoB - POSRI - POSTECH VCC - POSCO E&E - POREKA | - Busan E&E - POSWITH - POSecohousing - POSPlate - Songdo SE - Suncheon ECOTRANS Co., Ltd. - Posco-Nippon Steel RHF Joint Venture - United Spiral Pipe LLC |